# Lola Domènech
Lola Domènech Oliva (Olot, Garrotxa, 1967) és una professora i arquitecta catalana, especialista en espai públic. Va esdevenir arquitecta l'any 1994 per l'ETSAB. Ingressar al Col·legi d'Arquitectes de Catalunya (COAC), i inicia la seva activitat amb despatx professional en 1995, treballant en diversos projectes d'edificació i espai públic. La seva trajectòria professional ha estat reconeguda en diversos premis i publicacions nacionals i internacionals. En 2004 obté el premi a 'la millor obra' dels Premis d'Arquitectura de Menorca 02-03-04, per la reforma d'una casa unifamiliar entre mitgeres a Es Migjorn Gran, Menorca. Professionalment és més coneguda pels seus treballs en l'espai públic que pels realitzats en edificació, compagina també el seu despatx professional amb la docència a l'Escola Elisava. És responsable de la urbanització i del disseny d'elements urbans del Passeig de Sant Joan de Barcelona (2007- 2014), aconseguint una menció especial a la Mostra d’Arquitectura de Barcelona 2013 i al premi d’opinió pública dels premis FAD 2012 i de la urbanització del Baluard del Migdia i entorn de l'estació de França (2016). El 2010 la intervenció de l'estudi de Lola Domènech juntament amb l'equip d’arqueòlegs de Museu d’Arqueologia de Catalunya al Fòrum romà d’Empúries va ser seleccionada per als premis FAD i la Biennal Europea del Paisatge Urbà i va quedar prefinalista a la IX Biennal espanyola d’arquitectura i urbanisme i finalista als premis d’arquitectura de Girona. L'any 2015 els Premis Catalunya Construcció 2015 van atorgar una  Menció Especial per a Lola Domènech i Teresa Galí per la Remodelació del Passeig de Sant Joan de Barcelona, per esdevenir “un exemple d'intervenció i millora de l'espai públic urbà a la ciutat de Barcelona”.
Malgrat ser coneguda per les seves intervencions en l'espai públic i disseny de mobiliari urbà, una part important del seu exercici professional el dedica la rehabilitació arquitectònica i al disseny d'espais interiors. Un bon exemple és la reforma d'un àtic al barri de Santa Caterina de Barcelona, realitzat a l'any 2002.
En edificació cal destacar l'edifici d'habitatge socialal nucli antic de Manresa amb Antonio Montes, no és només un bon exemple d'edificació, si no també urbanístic; el projecte acull diversos tipus d'habitatge i es relaciona amb els espais urbans circumdants connectant diferents nivells urbans entre ells i amb el mateix edifici, amb l'objectiu de millorar la degradació urbanística que existia (2002 al 2011). El 2005 obté una menció especial a la categoria d’Espai Públic dels Premis d’Arquitectura del Bages per la urbanització de la Plaça Major de Manresa.
Al 2017 l'equip ute kmZERO guanya el primer premi del concurs internacional Remodelació de Les Rambles de Barcelona; Lola Domènech juntament amb Olga Tarrasó formen part de l'equip dirigint l'equip d'urbanització del projecte de remodelació d'aquest eix ciutadà tan important. El 2019 inaugura l'Edifici d'habitatges per a quatre amics, al Poblenou de Barcelona, amb la que és finalista del premi FAD.